# Linus Ruf
Linus Florenz Ruf (* 21. Juli 2005) ist ein deutscher Basketballspieler.

## Laufbahn
Ruf spielte in der Jugend des Vereins BIS Baskets Speyer, 2020/21 kam er für die zweite Mannschaft der SG TV Dürkheim-BI Speyer auf vier Spiele in der 2. Regionalliga. Seine ersten Einsätze im Profibereich erhielt er während des Spieljahres 2020/21, als er in der 2. Bundesliga ProB für Speyer vier Begegnungen bestritt. Im Sommer 2021 wechselte er in die Nachwuchsabteilung des Großvereins Alba Berlin. 2022 und 2023 gewann er mit den Berlinern die deutsche U19-Meisterschaft.
Im Oktober 2022 gab Ruf seinen Einstand bei SSV Lokomotive Bernau in der 2. Bundesliga ProB, mit dem Alba Berlin zusammenarbeitet. In der Basketball-Bundesliga kam er für die Berliner erstmals im Oktober 2023 zum Einsatz.
Ruf wechselte in der Sommerpause 2024 zum SC Rasta Vechta, um zunächst vorrangig in der zweiten Mannschaft der Niedersachsen in der 2. Bundesliga ProA eingesetzt zu werden.